# Distrito de Yamagata
El distrito de Yamagata (山県郡 Yamagata-gun?) es un distrito localizado en la prefectura de Hiroshima, Japón. En junio de 2019 tenía una población estimada de 23.925 habitantes y una densidad de población de 24,2 personas por km². Su área total es de 988,09 km².

## Localidades
- Akiōta
- Kitahiroshima